# Wisconsin
Wisconsin (antiguamente en español, Visconsín) es uno de los cincuenta estados que, junto con Washington D. C., forman los Estados Unidos de América. Su capital es Madison y su ciudad más poblada, Milwaukee. Se ubica en la región del Medio Oeste del país, división Centro Noreste, limitando al norte con el lago Superior y Míchigan, al este con el lago Míchigan, al sur con Illinois y al oeste con los ríos Misisipi y St. Croix que lo separan de Iowa (al suroeste) y Minnesota. Fue admitido en la Unión el 29 de mayo de 1848, como el trigésimo estado de la misma.
La abreviatura postal para el estado es WI.

## Etimología
La palabra Wisconsin proviene del nombre dado al río Wisconsin por uno de los grupos indígenas algonquinos que habitaban en la región al momento del contacto europeo. El explorador francés Jacques Marquette fue el primer europeo en llegar al río Wisconsin y registrar su nombre, llegando en 1673 y llamando al río Meskousing en su diario. Esta ortografía fue corrompida después a Ouisconsin por otros exploradores franceses, y con el tiempo esto se convirtió en la versión francesa tanto del nombre como del río Wisconsin y en las tierras circundantes. Los habitantes de habla inglesa anglicaron la palabra a su forma moderna, cuando ellos comenzaron a llegar en gran número durante el siglo XIX. La ortografía actual fue hecha oficial por la legislatura del Territorio de Wisconsin en 1845.
A lo largo de sus muchas variantes, la palabra algonquina para Wisconsin y su significado original se han oscurecido. Las interpretaciones pueden variar, pero la mayoría implican el río y la piedra arenisca roja que bordean sus orillas. Una teoría más aceptada sostiene que el nombre proviene de la palabra miami Meskonsing, que significa "se encuentra roja", referencia para el ajuste del río Wisconsin a medida que fluye por la piedra arenisca rojiza de Wisconsin Dells. Otras numerosas teorías también han sido ampliamente publicadas, incluyendo reclamos de que el nombre se originó desde una variedad de palabras en ojibwa que significan "lugar de piedra roja", "donde las aguas se reúnen", o "gran roca".

## Mapas de los ríos del estado

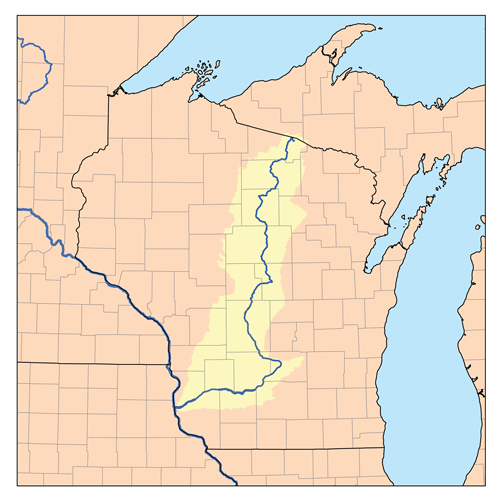
El río Wisconsin fluye en dirección al sur —ligeramente suroeste— por el centro del estado hasta desaguar en el Misisipi
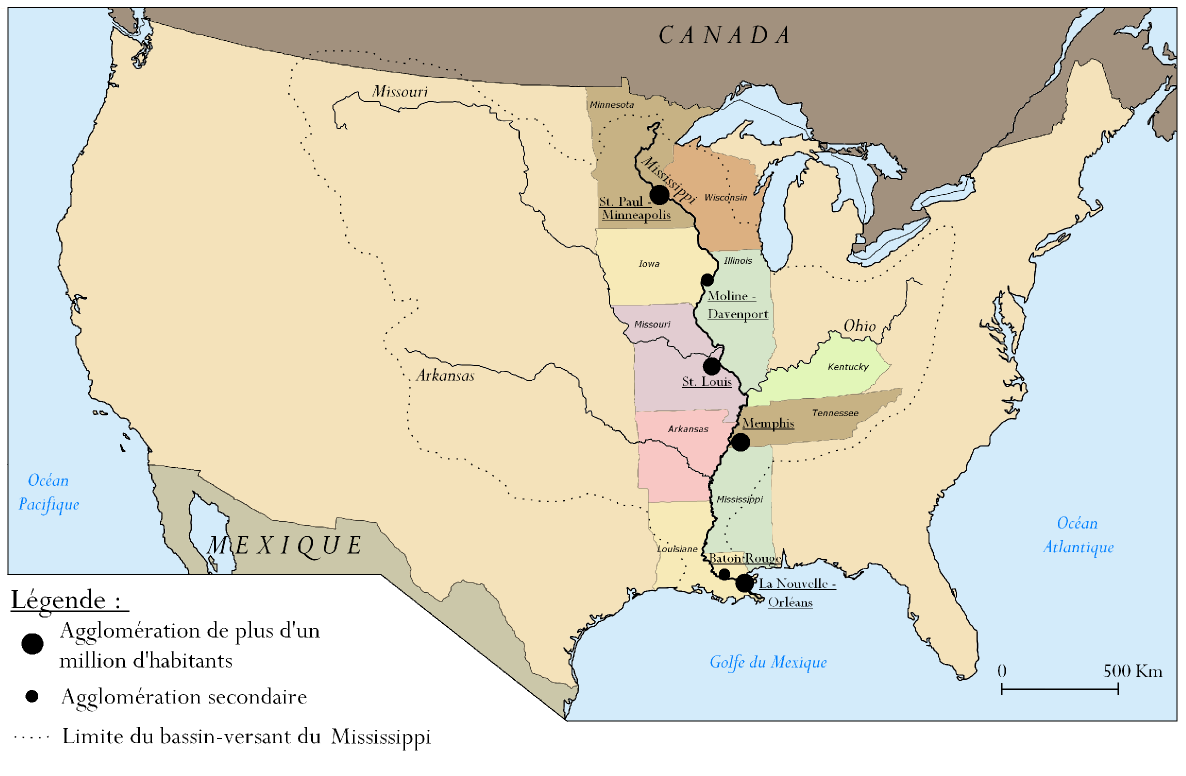
El río Misisipi forma la mitad sur de su frontera oeste, con Minnesota y Iowa
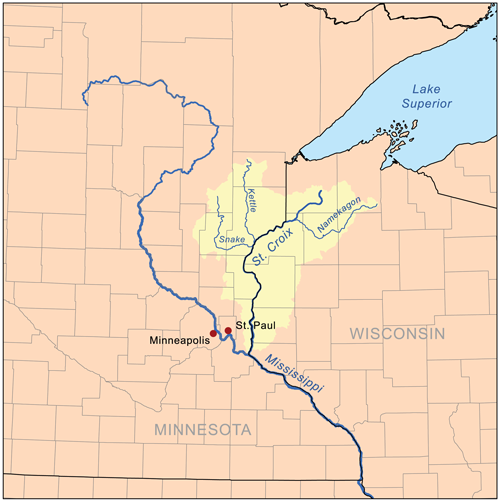
El río St. Croix también delimita parte de su frontera oeste —con Minnesota— hasta desaguar en el Misisipi

## Clima
Wisconsin tiene un clima de tipo continental húmedo. La temperatura más alta registrada en el estado fue en Wisconsin Dells, el 13 de julio de 1936, alcanzando 46 °C. En contraste, la temperatura más baja fue registrada en la villa de Couderay, -48 °C el 2 y 4 de febrero de 1996.
| Temperatura normal por mes en las ciudades de Wisconsin [°F (°C)] |                |                |              |              |              |               |               |               |               |              |              |                |
| Ciudad                                                            | Ene            | Feb            | Mar          | Abr          | May          | Jun           | Jul           | Ago           | Sep           | Oct          | Nov          | Dic            |
| Green Bay                                                         | 24/7 (−4/-14)  | 29/12 (−2/-11) | 40/23 (4/-5) | 55/34 (13/1) | 68/45 (20/7) | 77/54 (25/12) | 81/59 (27/15) | 78/56 (26/13) | 70/48 (21/9)  | 58/37 (14/3) | 42/26 (6/-3) | 29/13 (−2/-11) |
| La Crosse                                                         | 26/6 (−3/-14)  | 32/13 (0/-11)  | 45/24 (7/-4) | 60/37 (16/3) | 72/49 (22/9) | 81/58 (27/14) | 85/63 (29/17) | 82/61 (28/16) | 74/52 (23/11) | 61/40 (16/4) | 44/27 (7/-3) | 30/14 (−1/-10) |
| Madison                                                           | 25/9 (−4/-13)  | 31/14 (−1/-10) | 43/25 (6/-4) | 57/35 (14/2) | 69/46 (21/8) | 78/56 (26/13) | 82/61 (28/16) | 79/59 (26/15) | 71/50 (22/10) | 60/39 (16/4) | 43/28 (6/-2) | 30/16 (−1/-9)  |
| Milwaukee                                                         | 28/13 (−2/-11) | 32/18 (0/-8)   | 43/27 (6/-3) | 54/36 (12/2) | 66/46 (19/8) | 76/56 (24/13) | 81/63 (27/17) | 79/62 (26/17) | 72/54 (22/12) | 60/43 (16/6) | 46/31 (8/-1) | 33/19 (1/-7)   |
|                                                                   |                |                |              |              |              |               |               |               |               |              |              |                |

## Historia

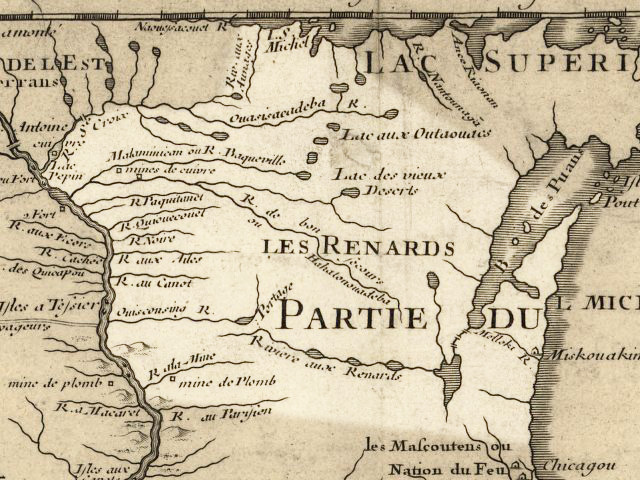
Wisconsin en 1718, mapa de Guillermo Delisle.

Las tribus menomini, winnebago, kickapoo, sauk, fox y potawatomie habitaban las tierras del actual Wisconsin. El primer europeo en llegar allí fue el francés Jean Nicolet, que alcanzó la isla de Rock y la bahía de Green Bay en 1634. Al formar parte de la unión entre las cuencas del río Misisipi y los Grandes Lagos, Wisconsin fue visitado por numerosos misioneros, tramperos y comerciantes franceses. La región pasó a dominio británico en 1763.
Tras la guerra de independencia de los Estados Unidos el control nominal del territorio pasó a esta nueva nación, si bien los ingleses siguieron ejerciendo un poder efectivo, bien directamente, bien mediante alianzas con los indios, hasta la guerra de 1812. Como parte de los Estados Unidos, inicialmente formó parte del Territorio del Noroeste (1787), y en 1800 pasó al Territorio de Indiana.
Durante la segunda década del siglo XIX tomo fuerza el influjo de colonos, en primer lugar mineros del plomo, muchos de ellos procedentes de Cornualles. De este periodo quedó el mote oficial de Badger State, estado tejón, por las excavaciones que realizaban. También estableció que la galena sea el mineral oficial del estado. En el segundo cuarto del siglo XIX Wisconsin fue un importante estado minero. En 1816 el gobierno de los Estados Unidos estableció un fuerte en Prairie du Chien, junto al límite con Iowa. Durante la Guerra del Halcón Negro (en inglés Black Hawk War), en 1832, los indios se rebelaron en un intento -a la postre fallido- de conservar sus tierras. Entre 1829 y 1848, diversos tratados eliminaron a los indios como elemento determinante de la situación del territorio, al quedar sus tierras en poder del gobierno federal y abiertas a la minería.

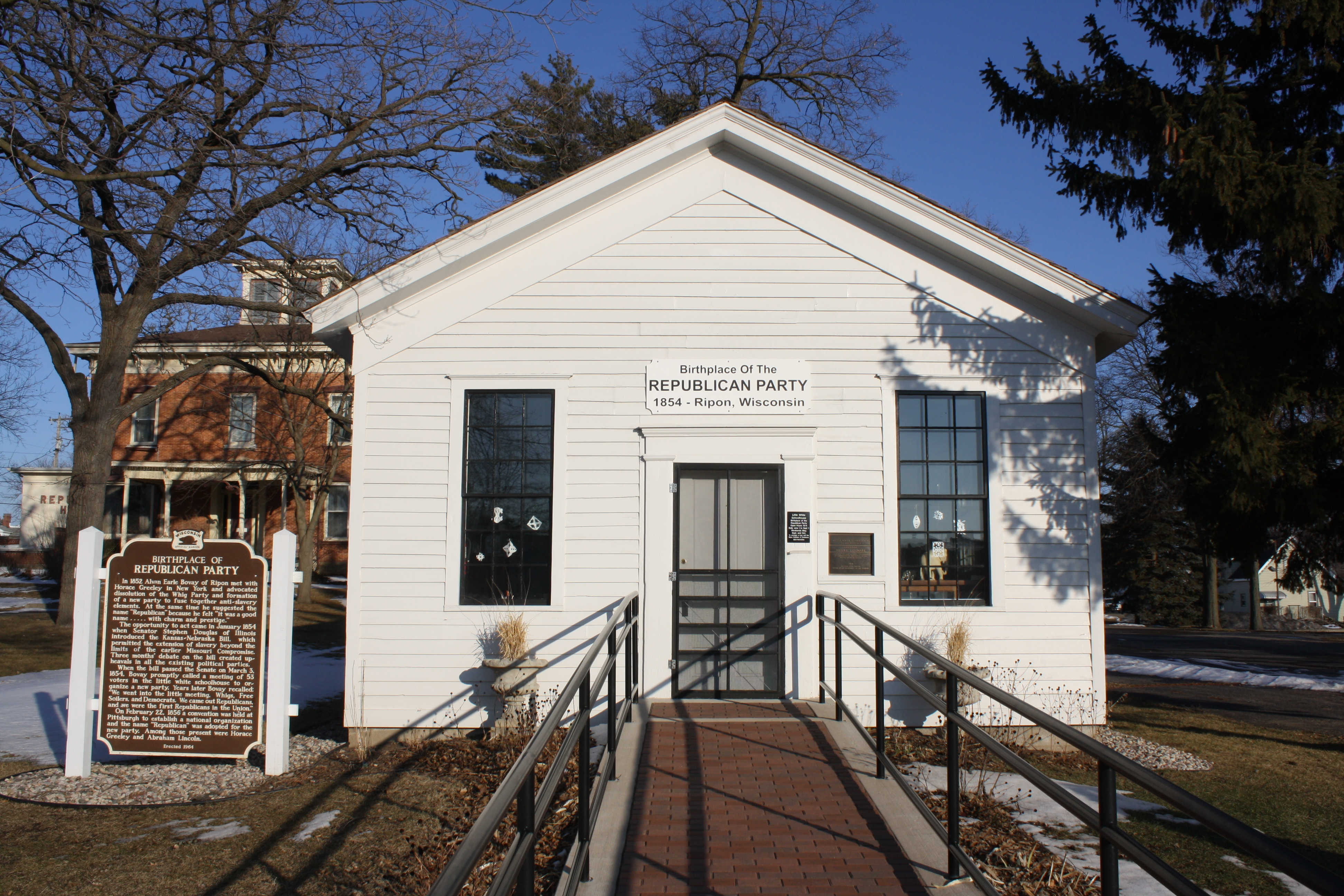
La Little White Schoolhouse en Ripon (Wisconsin), sede de la primera reunión del Partido Republicano en 1854.

Los inmigrantes que llegaron entre 1830 y 1860 se dedicaron principalmente a la agricultura. Los grupos procedentes de Nueva York y Nueva Inglaterra contribuyeron a establecer el Partido Republicano en Wisconsin, en 1854.
El grupo más numeroso de inmigrantes fue el de origen alemán, que inició la industria láctea y la cervecera.
El tercer grupo de inmigrantes en importancia numérica fueron los escandinavos, especialmente noruegos y finlandeses, quienes se asentaron en las regiones occidentales y septentrionales del estado. Actualmente, Wisconsin es el segundo estado con mayor población de noruegos estadounidenses, detrás de Minnesota. 
El 3 de julio de 1836 se organizó el Territorio de Wisconsin, y el 29 de mayo de 1848 fue admitido como trigésimo estado de la Unión. En 1851 se inició la construcción de ferrocarriles en Wisconsin, para dar salida a la producción de trigo y mineral de hierro.
Durante la Guerra de Secesión Wisconsin permaneció fiel a la Unión, aportando 96.000 soldados a sus fuerzas armadas.
A finales del siglo XIX se extendió por el estado un movimiento nativista que culminó con el republicano William Hoard como gobernador del estado. En 1890 aprobó la Ley Bennett que eliminó las escuelas en alemán en Wisconsin. Por ese motivo los votantes de origen alemán, hasta entonces divididos entre republicanos y demócratas, pasaron en bloque a apoyar a estos últimos, propiciando la victoria de este partido en las elecciones de 1890. De todos modos, a raíz de la Primera Guerra Mundial el uso del alemán en la enseñanza y actos públicos declinó notablemente.
En la primera mitad del siglo XX las figuras dominantes de la política de Wisconsin fueron Robert M. La Follette, Sr. y su hijo Robert. Robert, Sr. inició su carrera en el Partido Republicano, para posteriormente formar el Partido Progresista. Miembros de la familia La Follette representaron al estado en el Senado de los Estados Unidos (Robert padre e hijo) y ejercieron el cargo de gobernador (Philip La Follette). Además Robert, Sr. fue candidato a la presidencia en 1924, obteniendo un 17% de los votos, aunque solo venció en Wisconsin. Los gobiernos progresistas impulsaron numerosas reformas en el estado, tales como elección directa de senadores, sufragio femenino, un sistema impositivo progresivo, primarias abiertas, establecimiento de un salario mínimo y algunas medidas de seguridad social.
El poder progresista en Wisconsin finalizó en los 1940s, al fallecer en 1942 Orland Steen Loomis, último gobernador progresista electo, y ser derrotado Robert, Jr. en las elecciones al senado de 1946 por el republicano Joseph McCarthy.

## Ciudades principales

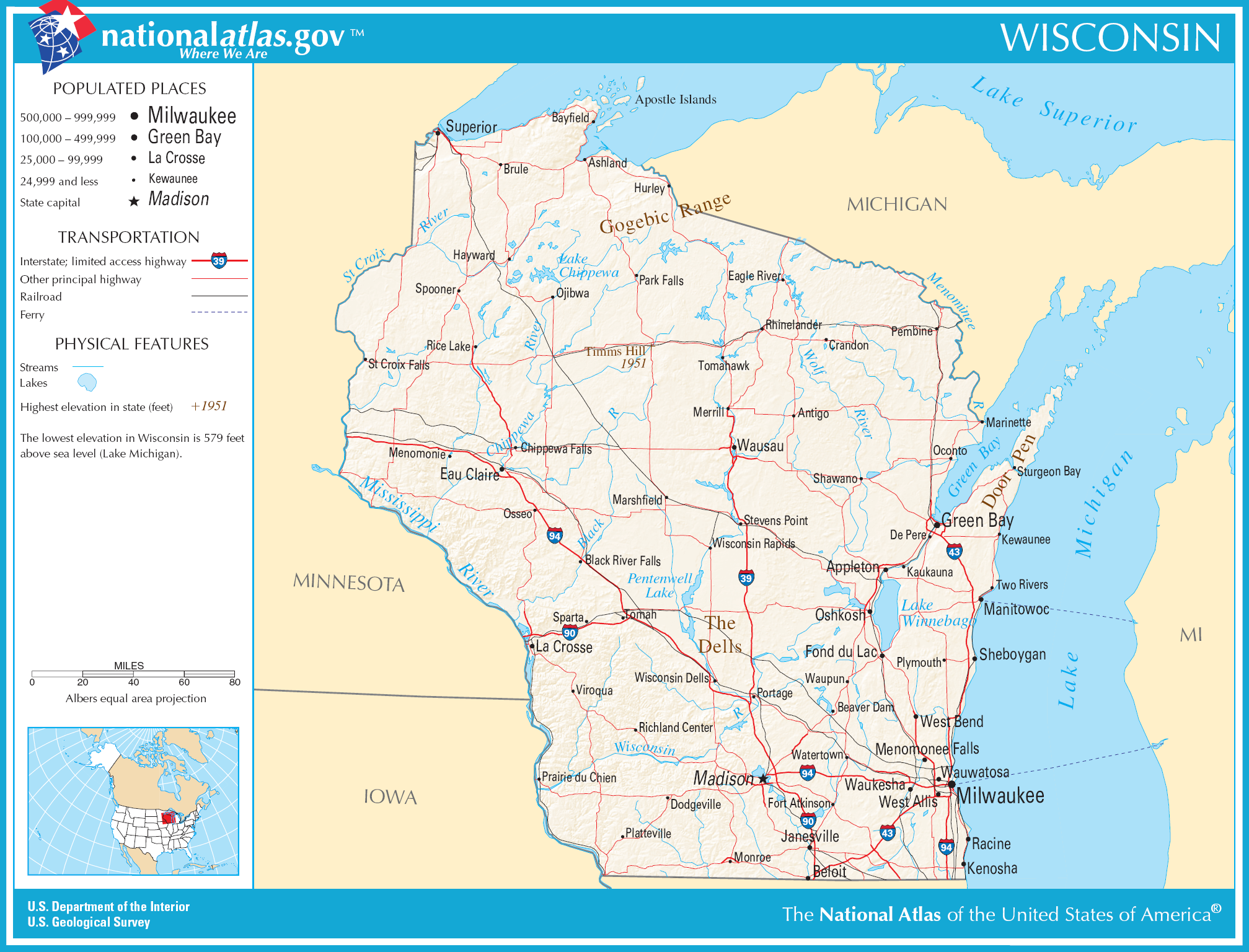
Mapa de Wisconsin.

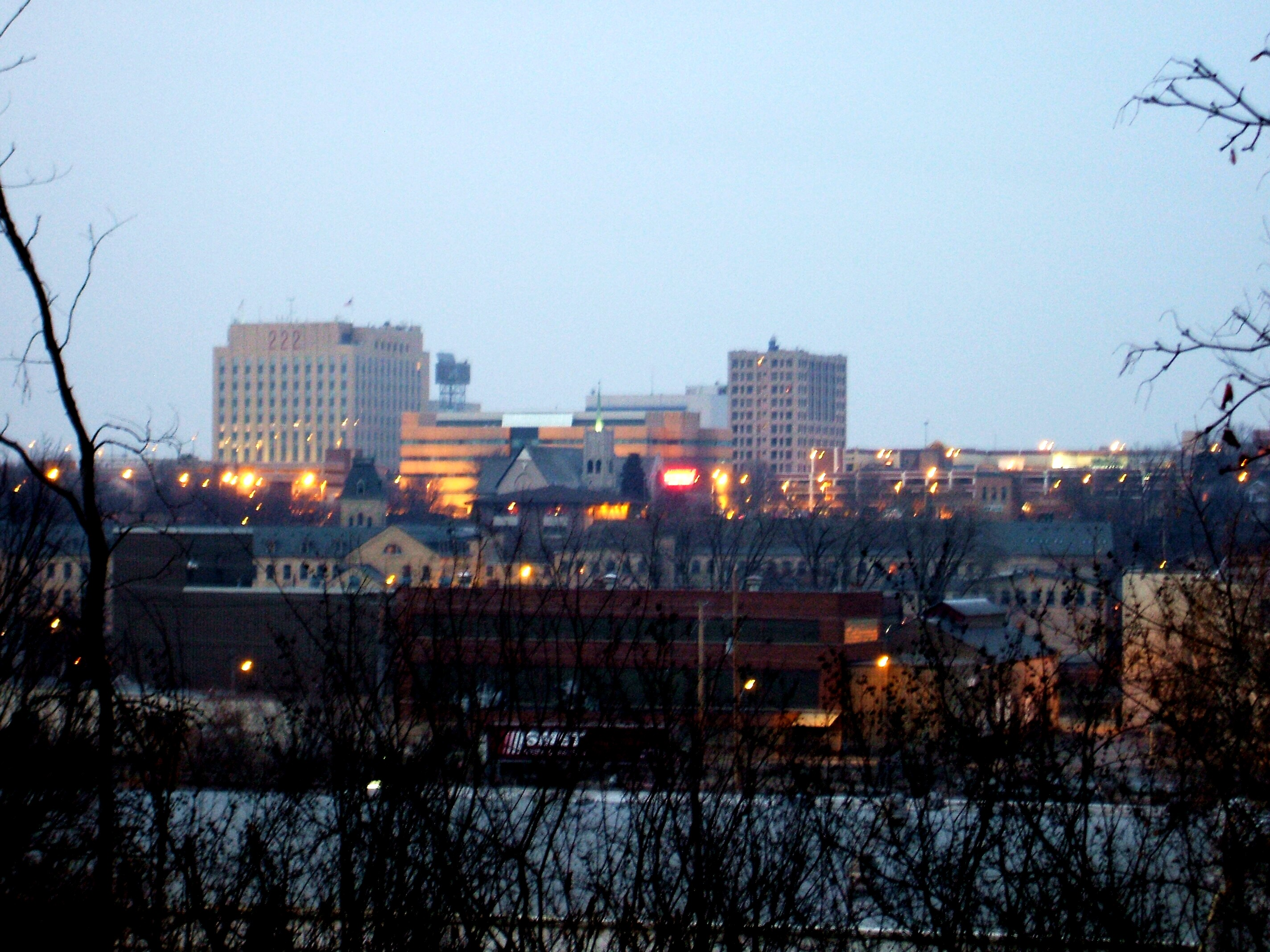
Appleton
- Green Bay
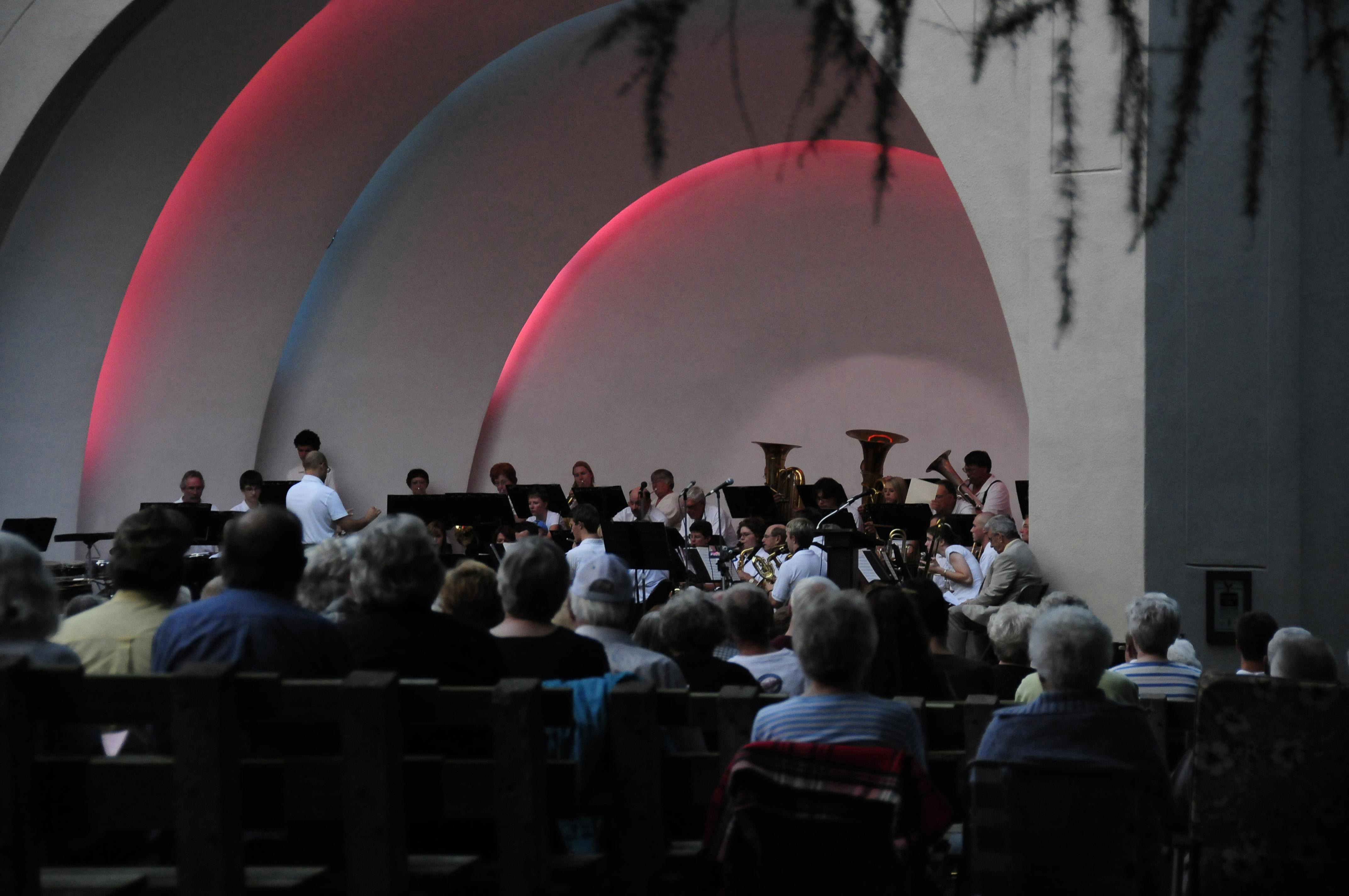
Eau Claire
- Kenosha
- Madison
- Milwaukee
- Oshkosh
- Racine
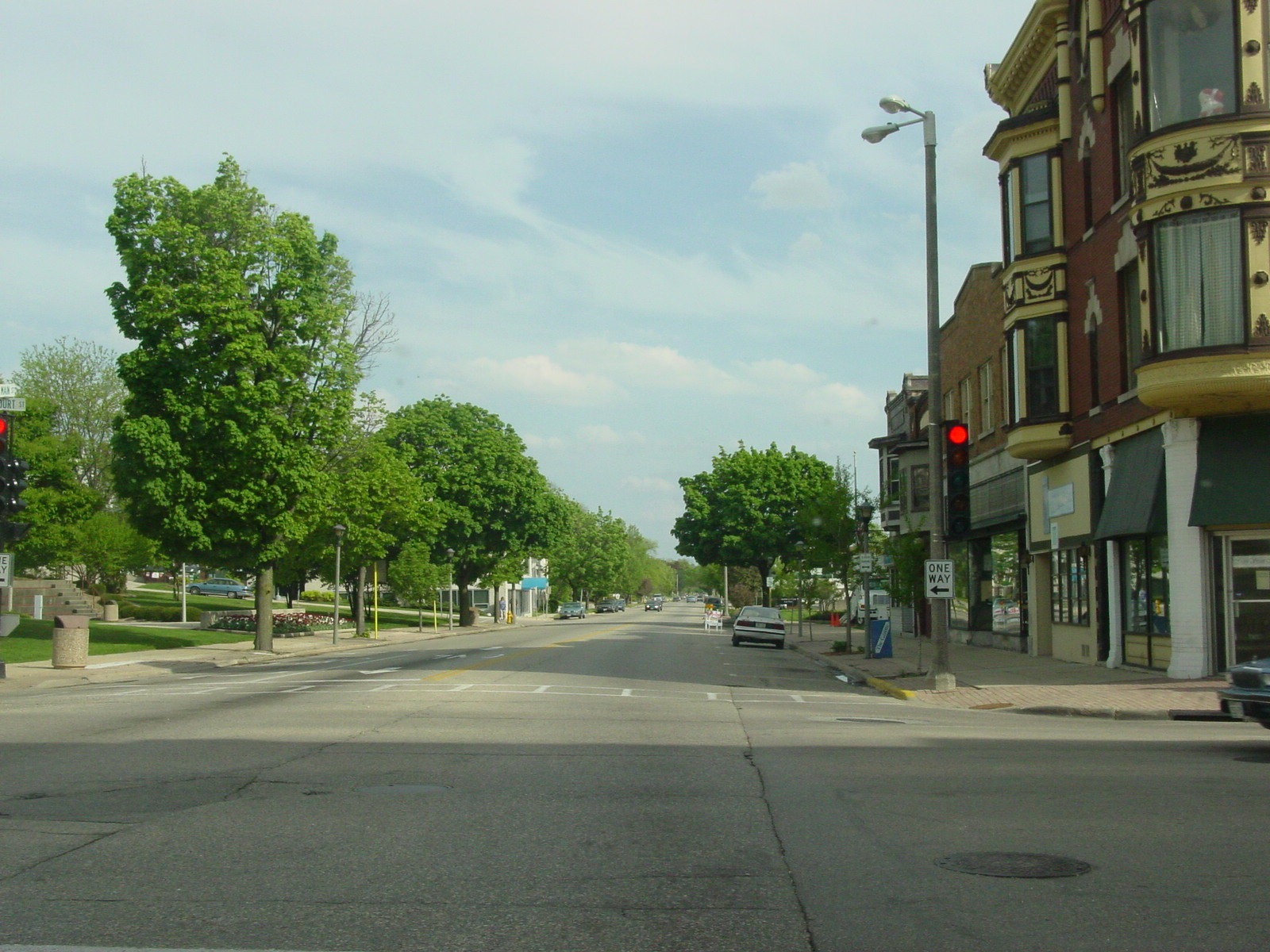
Janesville
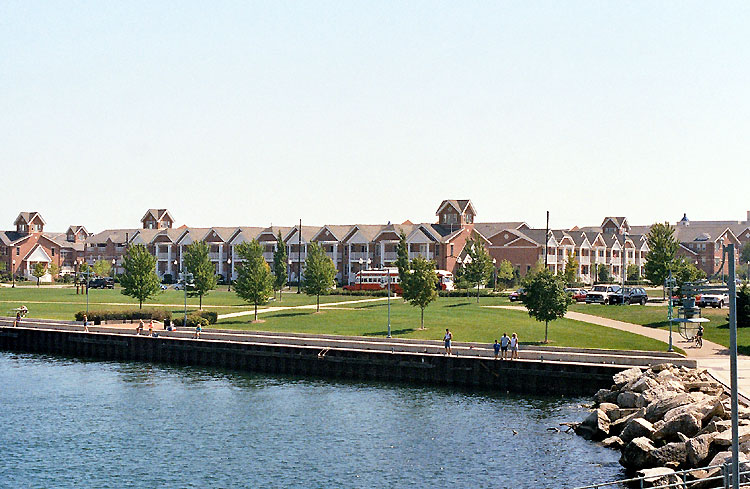
Kenosha

- Rhinelander
- Wausau
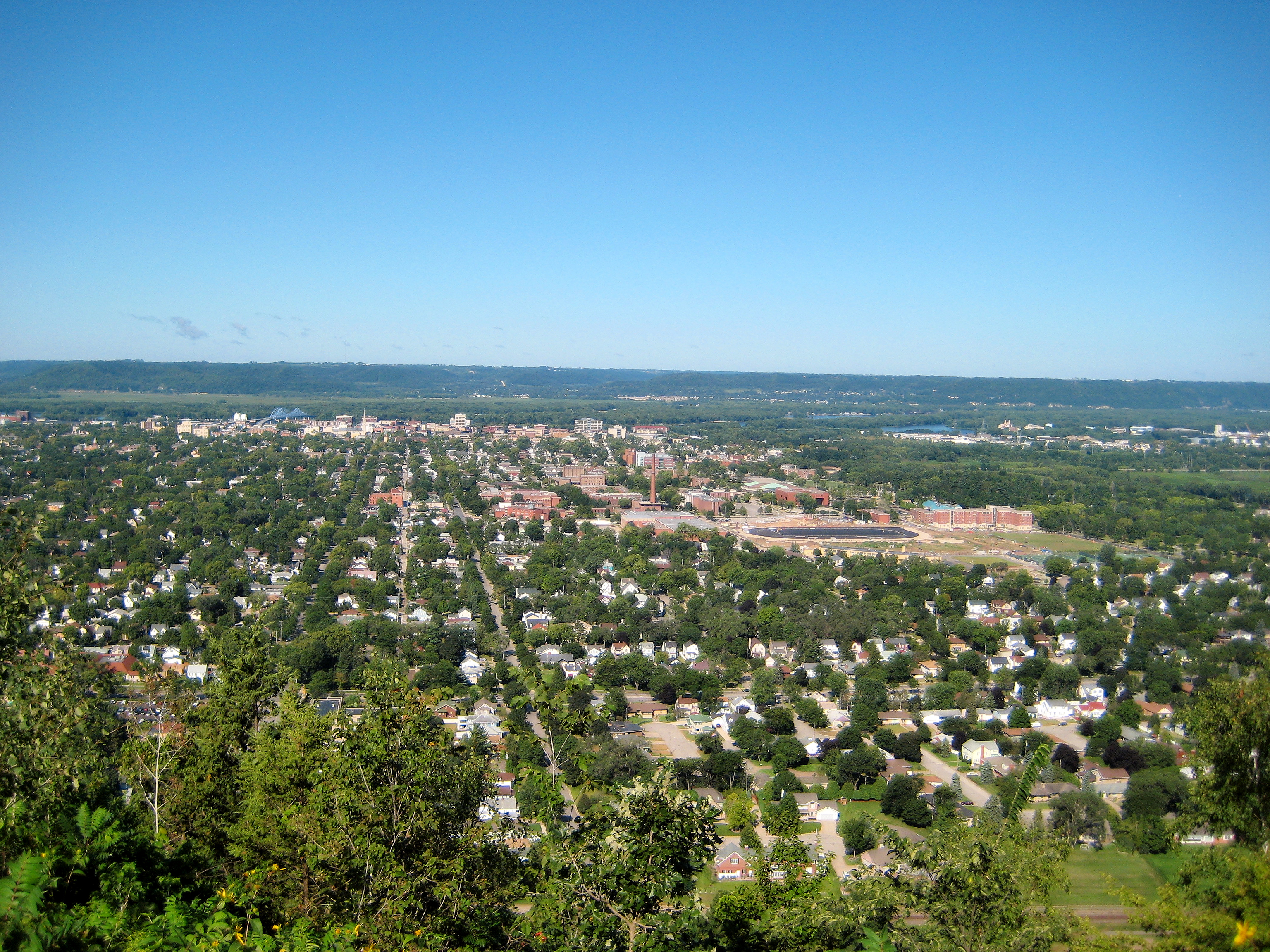
La Crosse
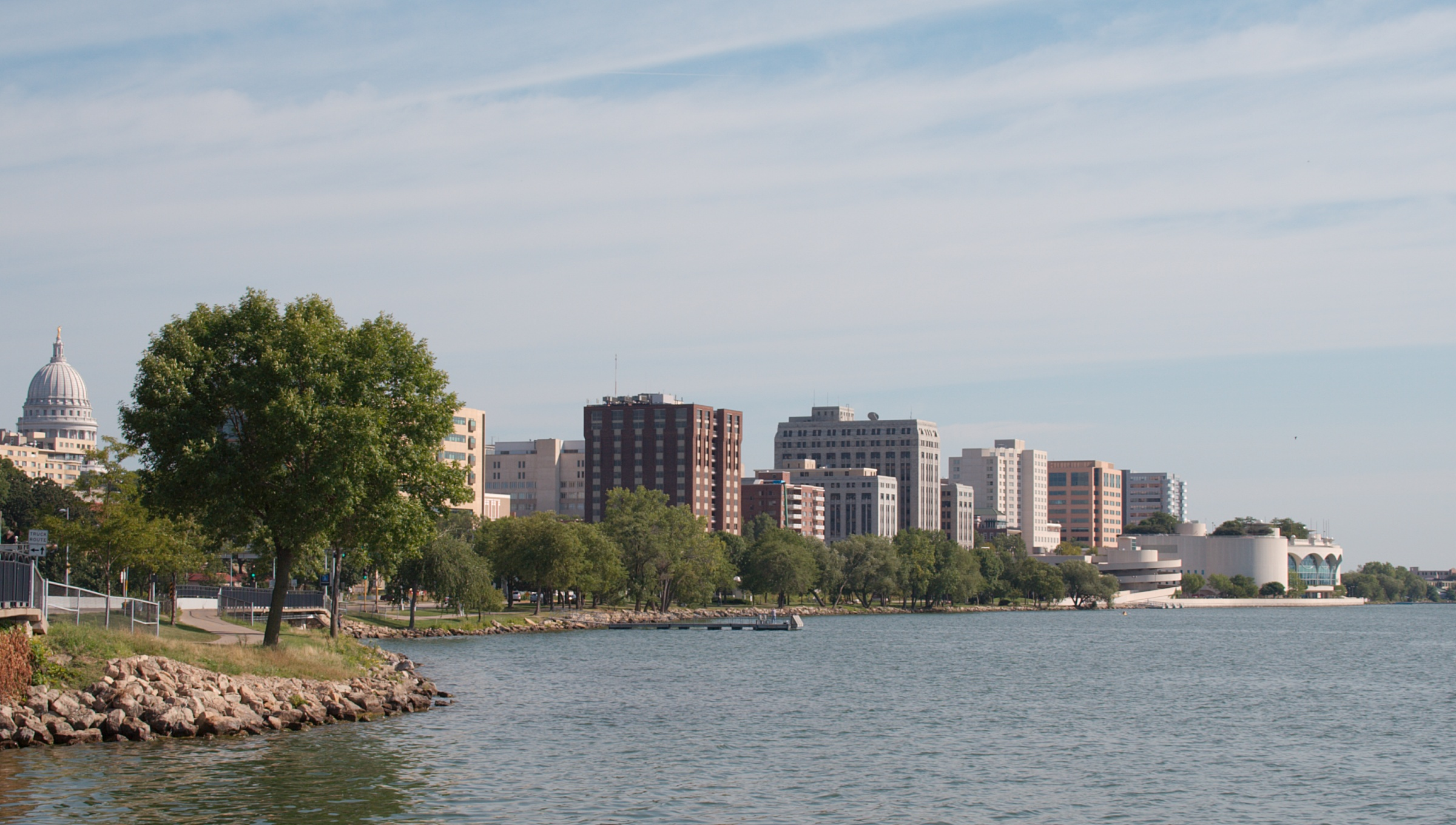
Madison
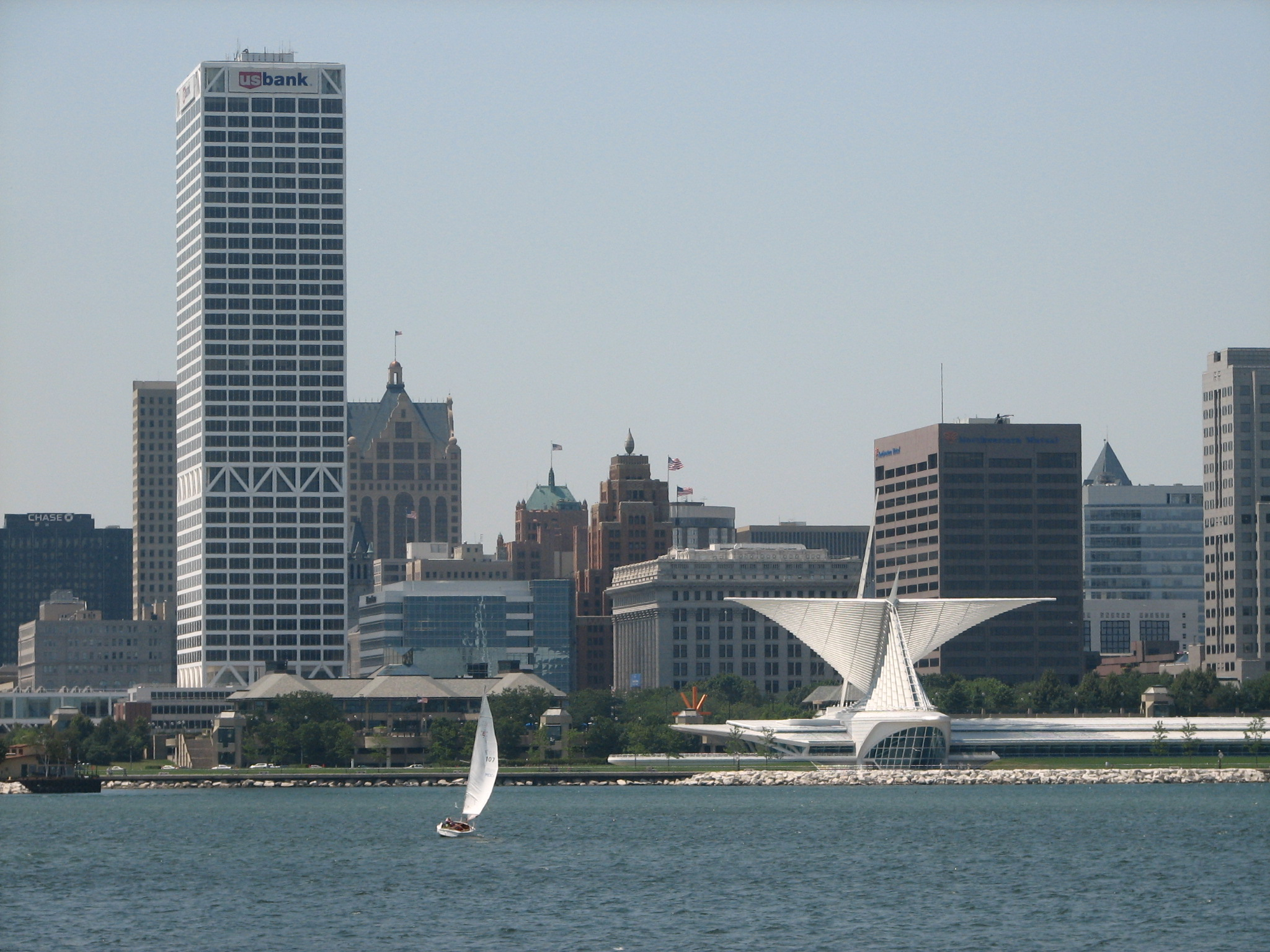
Milwaukee
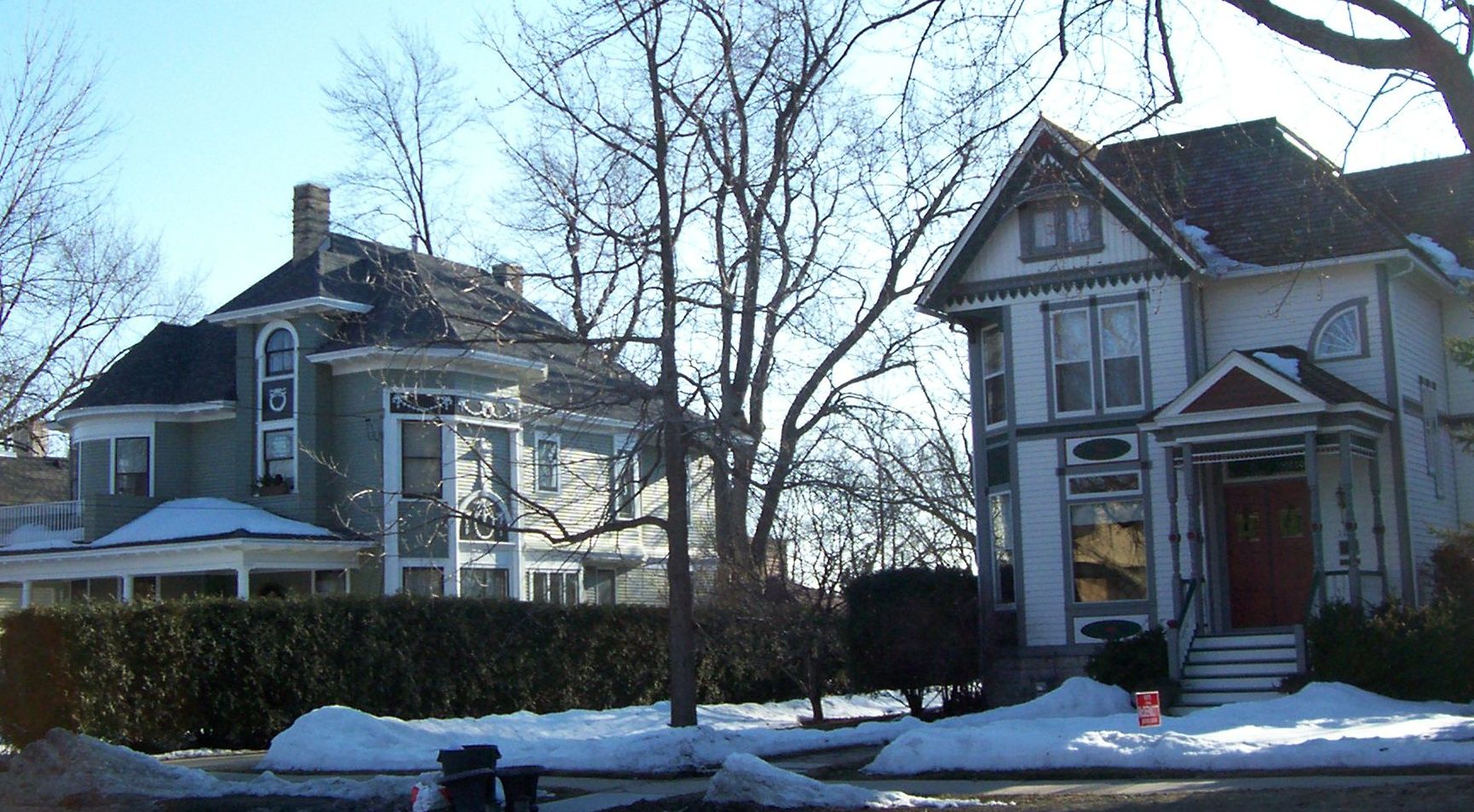
Oshkosh
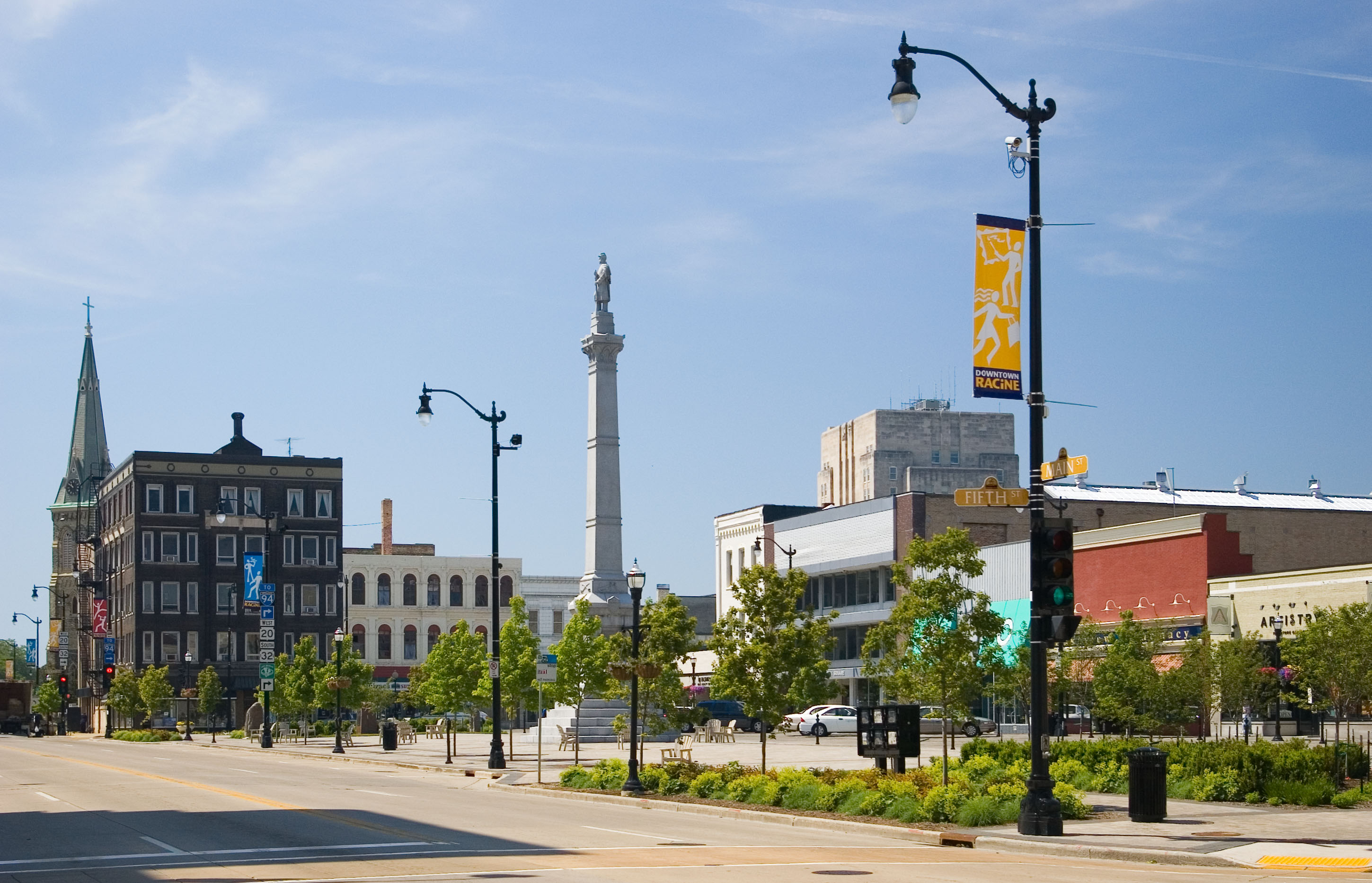
Racine

- Marshfield

- Appleton
- Eau Claire
- Janesville
- Kenosha
- La Crosse
- Madison
- Milwaukee
- Oshkosh
- Racine

## Condados

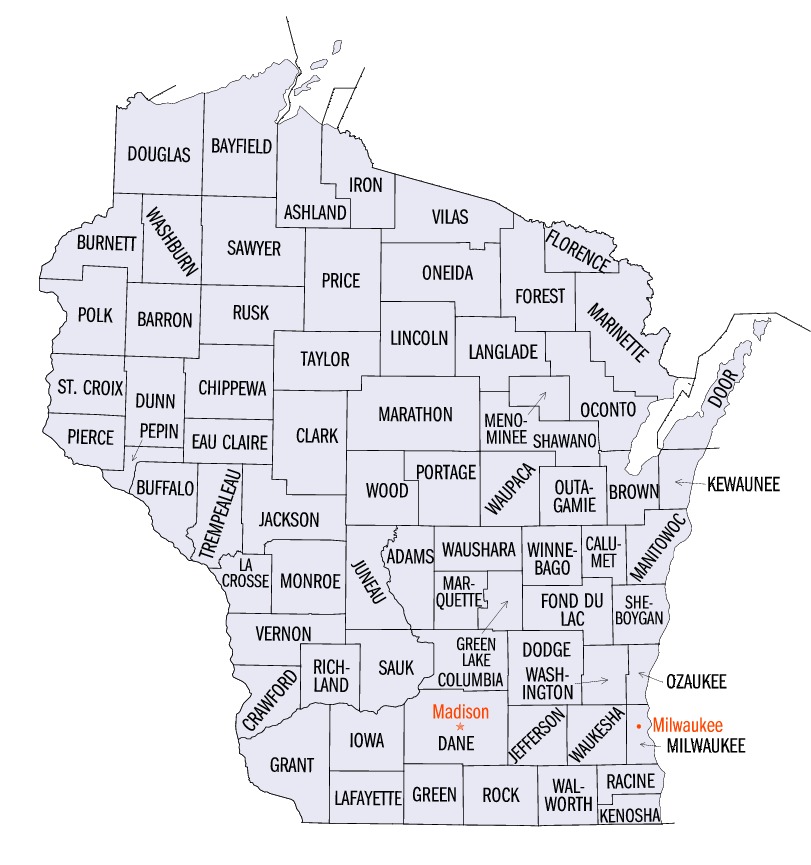
Condados de Wisconsin

A pesar de que Wisconsin sea conocido principalmente por sus áreas rurales, el estado posee ciudades y pueblos de diversos tamaños, teniendo más de un 68% de la población viviendo en zonas urbanas, siendo el área metropolitana de Milwaukee la responsable de albergar a un tercio de la población del estado.
Milwaukee es un área urbana encontrada en el borde occidental del lago Míchigan que confluye hacia el sur en el gran Chicago y hacia el noroeste con Indiana, con una población de 11 millones de habitantes. Con unos 602.000 residentes, Milwaukee es la vigésima segunda ciudad más grande de Estados Unidos.

## Economía

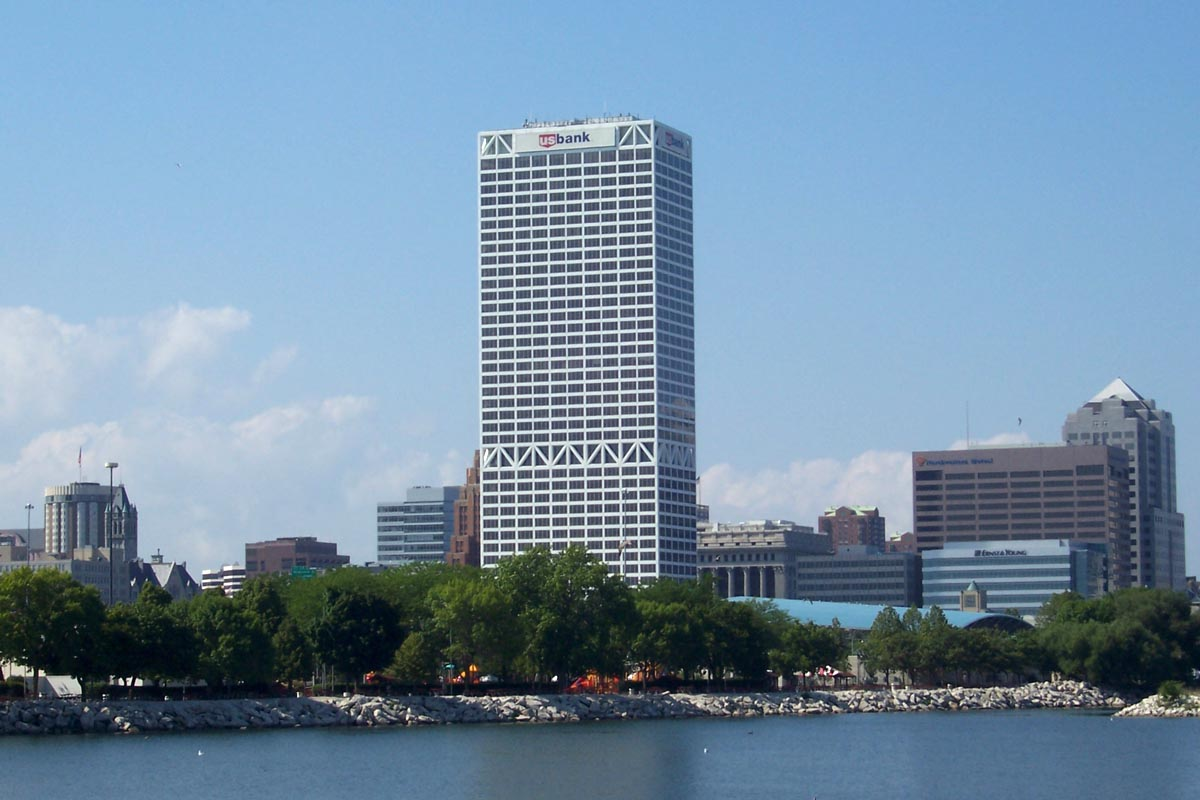
El U.S. Bank Center, el edificio más alto de Milwaukee.

La economía rural se basó inicialmente en el comercio de pieles de varios animales. Después vino la explotación forestal, la agricultura y la ganadería vacuna para leche.
La agricultura y ganadería se concentran en los dos tercios meridionales del estado, mientras que en el tercio septentrional domina la explotación forestal y el turismo.
A pesar de haber sido un importante productor de hierro y plomo, a fines del siglo XX la única producción mineral significativa de Wisconsin era piedra triturada, arena y grava, todas ellas para uso en la construcción.
La industrialización comenzó a fines del siglo XIX en el sudeste del estado, siendo Milwaukee su centro más importante, y extendiéndose principalmente por el sudeste del estado, a lo largo de la orilla del lago Míchigan, desde Illinois hasta Green Bay. Destacan las industrias alimentarias (Oscar Mayer, Kraft Foods, Miller Brewing Company), de maquinaria y equipo de transporte (Harley-Davidson, Johnson Controls, Oshkosh Truck), papelera (Kimberly-Clark) y de instrumentos médicos y editorial (Krause Publications).
En las últimas décadas las actividades del sector servicios, especialmente las de medicina y educación, han crecido en importancia.

## Raza y etnia
| Raza y Etnia                              | Alone | Alone | Total | Total |
| ----------------------------------------- | ----- | ----- | ----- | ----- |
| Blancos no hispanos                       | 78.6% | 78.6  | 81.9% | 81.9  |
| Hispano o Latino                          | —     |       | 7.6%  | 7.6   |
| Negros                                    | 6.2%  | 6.2   | 7.3%  | 7.3   |
| Asiáticos                                 | 3.0%  | 3     | 3.6%  | 3.6   |
| Nativos                                   | 0.8%  | 0.8   | 2.0%  | 2     |
| Estadounidenses de las islas del Pacífico | 0.03% | 0.03  | 0.1%  | 0.1   |
| Otro                                      | 0.3%  | 0.3   | 1.1%  | 1.1   |

Según la Encuesta sobre la comunidad estadounidense de 2016, el 6,5 % de la población de Wisconsin era de origen hispano o latino (de cualquier raza): mexicano (4,7 %), puertorriqueño (0,9 %), cubano (0,1 %) y otro origen hispano o latino (0,7%). Los cinco grupos de ascendencia más grandes fueron: alemán (40,5 %), irlandés (10,8 %), polaco (8,8 %), noruego (7,7 %) e inglés (5,7 %). El alemán es la ascendencia más común en todos los condados del estado, excepto Menominee, Trempealeau y Vernon. Wisconsin tiene el porcentaje más alto de residentes de ascendencia polaca de todos los estados.

### Religión
El porcentaje de residentes de Wisconsin que pertenecen a varias afiliaciones a partir de 2014 fue: cristiano 81% (protestante 50%, católico 29%), mormón 0,5%, judío 0,5%, musulmán 0,5%, budista 0,5%, hindú 0,5 %, y no afiliados 15%.
El cristianismo es la religión predominante de Wisconsin. A partir de 2008, los tres grupos denominacionales más grandes de Wisconsin eran católicos, protestantes evangélicos y protestantes tradicionales. A partir de 2010, la Iglesia Católica tenía el mayor número de adherentes en Wisconsin (con 1.425.523), seguida por la Iglesia Evangélica Luterana en América con 414 326 miembros y la Iglesia Luterana-Sínodo de Misuri con 223 279 adherentes. El Sínodo Evangélico Luterano de Wisconsin, el sínodo con el cuarto mayor número de adherentes en Wisconsin, tiene su sede en Waukesha, Wisconsin.

## Cultura

### Deporte
Los Green Bay Packers juegan en la National Football League desde 1921 y ostentan el récord de títulos con 13. Los Milwaukee Bucks disputan la National Basketball Association desde 1968, ganando dos campeonatos nacionales y tres títulos de conferencia.
Los Milwaukee Braves jugaron las Grandes Ligas de Béisbol desde 1953 hasta 1965, ganando una Serie Mundial y dos Ligas Nacionales, tras lo cual se mudaron de estado. Los Milwaukee Brewers han competido desde 1970. En 1982, ganaron la Liga Americana para disputar la Serie Mundial.
En cuanto a deporte universitario, los Wisconsin Badgers de la Big Ten Conference ganaron tres Rose Bowl y 14 campeonatos de conferencia de fútbol americano, además de un campeonato nacional de baloncesto masculino. En tanto, los Marquette Golden Eagles ganaron un campeonato nacional de baloncesto masculino.
El óvalo de Milwaukee Mile es el autódromo activo más antiguo del mundo, inaugurado en 1903. Es conocido por albergar el Campeonato Nacional de la AAA, el Campeonato Nacional de la AAA, la CART y actualmente la IndyCar Series, así como la NASCAR Busch Series y la NASCAR Truck Series. Por su parte, en Road America han competido la CART, el Campeonato IMSA GT, la American Le Mans Series, la NASCAR Nationwide Series, la CanAm y la Trans-Am.
El campo de golf de Whistling Straits ha sido sede del Campeonato de la PGA y el Abierto de los Estados Unidos de Veteranos.